# Roman Schtschurenko
Roman Anatolijowytsch Schtschurenko (ukrainisch Роман Анатолійович Щуренко, engl. Transkription Roman Shchurenko; * 14. September 1976 in Nikopol) ist ein ukrainischer Weitspringer.
Den größten Erfolg seiner Karriere feierte bei den Olympischen Spielen 2000 in Sydney, als er mit einer Weite von 8,31 m überraschend die Bronzemedaille im Weitsprung gewann. Bei den Leichtathletik-Europameisterschaften 2002 in München wurde er Vierter.
Zweimal wurde er ukrainischer Meister im Weitsprung (1998–1999).
Roman Schtschurenko ist 1,88 m und wiegt 82 kg.

## Bestleistungen
- Weitsprung: 8,35 m, 25. Juli 2000, Kiew
  - Halle: 8,33 m, 16. Februar 2002, Browary